# Cobalt 60
Cobalt 60 is een Belgische EBM-band bestaande uit Jean-Luc de Meyer (muiek) en Dominique Lallement (teksten). De Meyer richtte de band op als side project naast zijn band Front 242. Cobalt 60 onderscheidde zich van de rest door veelvuldig gebruik te maken van gitaar. De band heeft daarnaast muziek gemaakt voor de computerspellen Command & Conquer: Red Alert en Wing Commander V: Prophecy.

## Discografie
Alles uitgegeven door Facedown een sublabel van Edel Music AG.

### Albums
- Elemental (1996)
- Twelve (1998)

### Singles
- Born Again (1996)
- If I Was (1996)
- Prophecy (1997)
- Crush (1997)
- It (1998)